# Maska (anatomia)

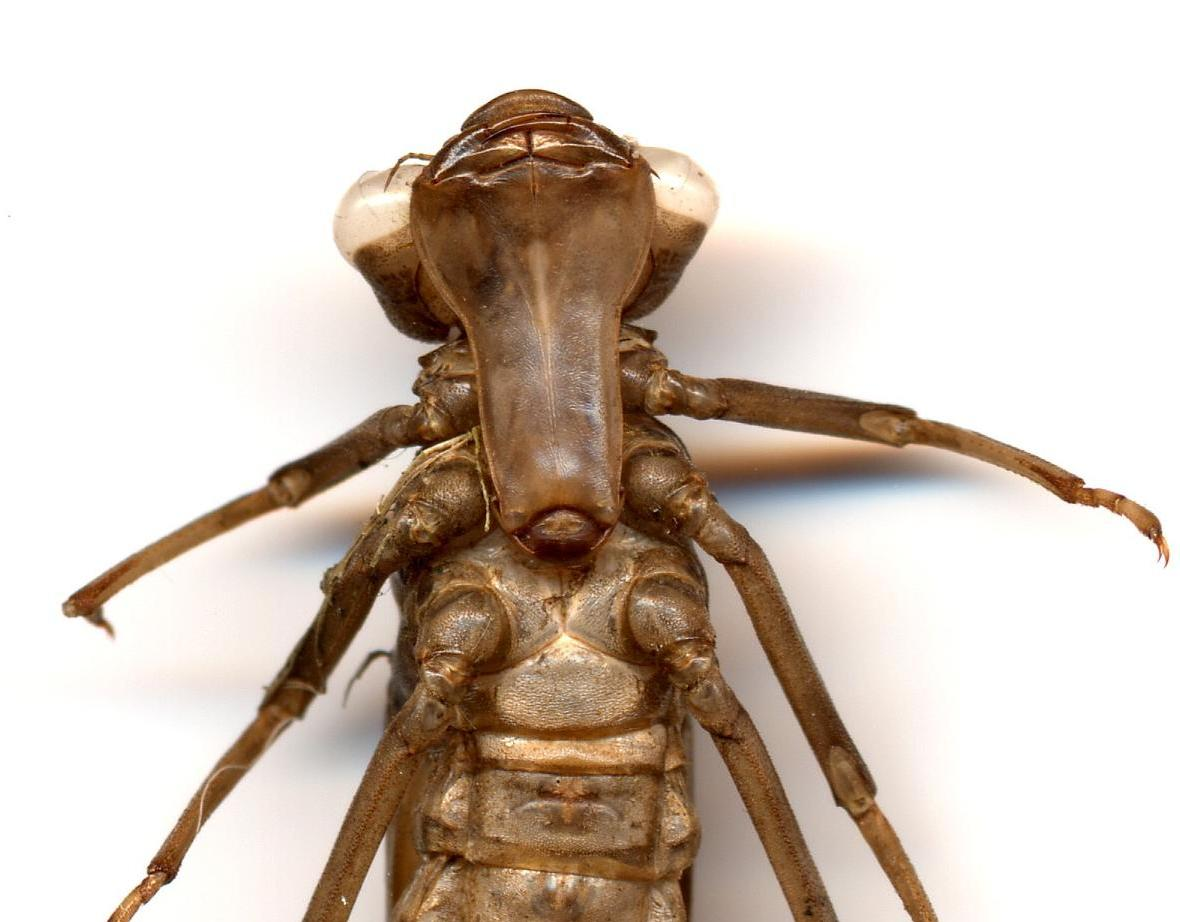
Widziana od spodu przednia część wylinki żagnicy sinej z widoczną złożoną maską typu płaskiego

Maska – chwytny narząd występujący u larw ważek. Maska jest przekształconą wargą dolną (labium). Z głową połączona jest stawowo, dzięki czemu jest ruchoma. Stawowo połączone są również jej dwa elementy – podbródek (przedbródek) (submentum) oraz bródka (mentum). Główna część maski (przedbródek) ma kształt płytki. Znajdują się na niej pokryte szczecinami głaszczki (głaszczki wargowe) o ząbkowanych krawędziach. Na końcu każdego głaszczka znajduje się ruchomy pazur. Maska zwykle jest złożona przylegając do dolnej części głowy (często również obejmując ją od przodu). W trakcie polowania ważka wyrzuca maskę gwałtownie do przodu, a chwyconą zdobycz przytrzymuje jej pazurkami.
U przedstawicieli niektórych rodzin (żagnicowate, gadziogłówkowate) maska (przedbródek) przylega płasko do głowy, a widziana z boku w stanie złożonym jest od niej dłuższa, podczas gdy u licznych innych rodzin maska ma kształt łyżkowaty i zakrywa przednią część głowy. Płaska maska jest przystosowana głównie do łapania ofiar dużych (larw owadów czy narybku), podczas gdy wypukła maska nadaje się głównie do chwytania mniejszych ofiar (organizmów zooplanktonowych). U przedstawicieli szklarnikowatych na zewnętrznych brzegach głaszczka wargowego znajdują się duże, nieregularne zęby, podczas gdy u przedstawicieli szklarkowatych czy ważkowatych są one mniejsze i regularne, zwłaszcza u tych ostatnich.